# Bruno Frankewitz
Bruno Frankewitz (Tiefensee, 8 dicembre 1897 – Straelen, 11 agosto 1982) è stato un generale tedesco della Wehrmacht durante la seconda guerra mondiale.

## Biografia
Frankewitz entrò nell'esercito tedesco come volontario nel 2º reggimento di artiglieria da campo col quale prese parte dal 15 settembre 1914 alla prima guerra mondiale, venendo impiegato come artigliere sul fronte orientale in Russia sino al 1915. Dal 1916 venne trasferito sul fronte occidentale in Francia come osservatore di artiglieria per conto della 4ª armata.
Dopo la prima guerra mondiale, venne inizialmente distaccato a Michelmann. L'11 settembre 1919 venne trasferito al 6º reggimento di fanteria. Con la riduzione dei comparti dell'esercito operata dalla Repubblica di Weimar, Frankewitz scelse di trasferirsi alla polizia di stato prussiana il 25 maggio 1920. Nel 1935 aderì alla Wehrmacht. Dopo la sua promozione al grado di maggiore il 1º marzo 1936, venne nominato comandante della 1ª divisione d'artiglieria di stanza a Gumbinnen.
Durante la Seconda Guerra Mondiale, Frankewitz ottenne il comando del 161º reggimento di fanteria come parte della 61ª divisione di fanteria con la quale fu impegnato in Polonia ed in Francia. Nella campagna di Russia guidò il 161º reggimento di fanteria sino alla sua promozione al grado di maggiore generale il 14 novembre 1942 quando venne nominato comandante della 215ª divisione di fanteria. Guidò la divisione nella Sacca di Curlandia, venendo poi costretto a ripiegare su Świnoujście. Tornato nel Reich, gli fu affidato il compito di creare la divisione RAD n.3 "Theodor Körner" composta da unità della Gioventù hitleriana ed il Reichsarbeitsdienst (RAD). Catturato dagli americani il 7 maggio 1945, venne liberato l'8 luglio 1947.
Frankewitz sposò Mariagnes von Kempis, il 31 maggio 1949. Da questo matrimonio nacque Stefan, storico e scrittore, nato nel 1952.